# 레고 시티
레고 시티(Lego City)는 레고가 제조 및 발행하는 도시를 소재로 한 장난감 시리즈이다.

## 같이 보기
- 레고 캐슬